# Fanny Imlay
Frances „Fanny“ Imlay (* 14. Mai 1794 in Le Havre; † 9. Oktober 1816 in Swansea), eigentlich Fanny Wollstonecraft, wegen ihrer inoffiziellen Adoption durch William Godwin gelegentlich auch Fanny Godwin genannt, war die außereheliche Tochter der britischen Schriftstellerin Mary Wollstonecraft und des amerikanischen Spekulanten Gilbert Imlay.
Fanny Imlay hat keine literarischen Werke hinterlassen. Sie zählt jedoch zum Umfeld eines Personenkreises, der zum Ende des 18. und zu Beginn des 19. Jahrhunderts maßgeblich die englische Literatur und Philosophie beeinflusste. Aufgrund ihres sozialen Umfelds ist Fanny Imlays kurzes Leben von Interesse für die Literatur- und Sozialgeschichte.
So verfasste ihre Mutter Mary Wollstonecraft 1792 mit Verteidigung der Rechte der Frau eine der grundlegenden Arbeiten der Frauenrechtsbewegung. Ihr Stiefvater William Godwin war ein einflussreicher Sozialphilosoph und zeitweilig der führende Theoretiker der liberalen Whig-Partei. Er gilt als Vordenker des politischen Anarchismus. Ihre Halbschwester Mary Godwin ist unter dem Namen Mary Shelley als Autorin von Frankenstein oder Der moderne Prometheus, einem der bekanntesten Werke der phantastischen Literatur, in die Literaturgeschichte eingegangen. Der Verleger Joseph Johnson verwaltete für Fanny Imlay zeitweilig einen Teil des mütterlichen Erbes; Percy Bysshe Shelley zählt zu den Dichtern der englischen Romantik und Claire Clairmont war eine der Geliebten Lord Byrons.

## Leben
Obwohl ihre Eltern Mary Wollstonecraft und Gilbert Imlay für eine kurze Zeitspanne vor und nach der Geburt von Fanny Imlay eine glückliche Beziehung führten, trennte Gilbert Imlay sich 1795 von Mary Wollstonecraft. Sie heiratete im Jahre 1797 William Godwin und starb noch im selben Jahr an den Folgen der Geburt von Mary Godwin (später bekannt als Mary Shelley). Fanny Imlay wuchs bei William Godwin auf, der vier Jahre nach dem Tod seiner ersten Frau mit Mary Jane Clairmont eine zweite Ehe einging. Diese brachte zwei Kinder mit in die Ehe. Während Fanny Imlay und Mary Godwin ihrer Stiefmutter kritisch gegenüberstanden, war die Beziehung zu ihrer Stiefschwester Claire Clairmont eng. Die wachsende Verschuldung von William Godwin führte jedoch dazu, dass es innerhalb der Godwin-Familie zunehmend zu Spannungen kam. 1814 verließen die beiden Teenager Mary Godwin und Claire Clairmont heimlich die Familie, bereisten gemeinsam mit dem Dichter Percy Bysshe Shelley Teile des europäischen Kontinents und ließen sich dann mit ihm in England nieder. Die bei der Familie bleibende Fanny Imlay beging 1816 im Alter von 22 Jahren Suizid.

### Geburt

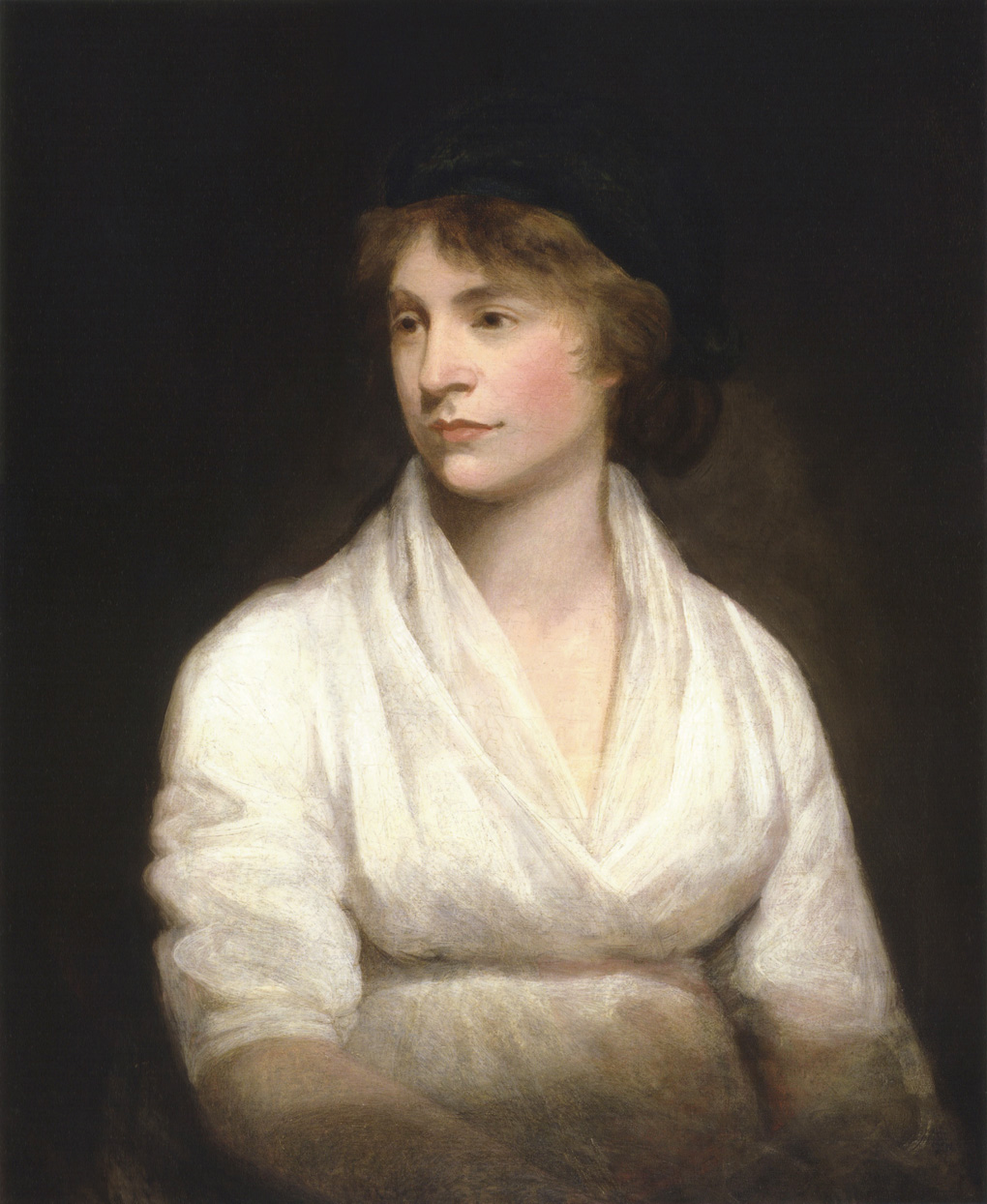
Mary Wollstonecraft, gemalt von ihrem Freund John Opie. Sie war zu diesem Zeitpunkt mit Fanny Imlays Halbschwester Mary Godwin schwanger

Fanny Imlays Eltern hatten sich unabhängig voneinander während der Französischen Revolution in Frankreich niedergelassen. Gilbert Imlay hielt sich aus geschäftlichen Gründen in Frankreich auf. Mary Wollstonecraft war nach der Publikation ihres einflussreichen und weit gelesenen Buches Verteidigung der Rechte der Frau (erschienen 1792) nach Frankreich gezogen, weil sie hoffte, dort den Aufbruch einer neuen bürgerlichen Gesellschaft zu erleben, die Frauen gleiche Rechte gewähren werde. Die Wirren der französischen Revolution behinderten zeitweilig die Beziehung zwischen Mary Wollstonecraft und Gilbert Imlay. Für einige Zeit war es Gilbert Imlay verboten, das Stadtgebiet von Paris zu verlassen, beziehungsweise für Mary Wollstonecraft nicht möglich, nach Paris zu reisen. Mary Wollstonecraft traf ihren Liebhaber deswegen gelegentlich an einer Zollstelle an der Stadtgrenze zwischen Paris und vermutlich Neuilly-sur-Seine. Fanny Imlay wurde dort gezeugt, was später für ihren Stiefvater William Godwin der Anlass war, sie als „Grenzkind“ zu bezeichnen. Obwohl mit Gilbert Imlay nicht verheiratet, nahm Mary Wollstonecraft seinen Nachnamen an. Sie war damit in der Lage, einer Anordnung des Konvents zu entgehen, die eine Verhaftung aller in Frankreich lebenden Engländer vorsah. Für den Namenswechsel reichte ein einfaches Zertifikat der amerikanischen Gesandtschaft aus.

### Frühe Kindheit
Gilbert Imlay wurde seiner Partnerin und des Familienlebens schnell überdrüssig. Er ließ Mary Wollstonecraft und Fanny Imlay zunächst für immer längere Zeit allein zurück und verließ schließlich die beiden, um mit einer Schauspielerin zusammenzuleben. Im April 1795 kehrte Mary Wollstonecraft mit ihrer Tochter nach London zurück. Gilbert Imlay, den sie in London aufsuchte, lehnte es ab, erneut mit seiner ehemaligen Geliebten zusammenzuleben. Um ihn für sich zurückzugewinnen, reiste Mary Wollstonecraft gemeinsam mit der mittlerweile einjährigen Fanny Imlay und einem Dienstmädchen von Juni bis September 1795 nach Skandinavien, um dort für ihren ehemaligen Geliebten Geschäfte zu tätigen. Die Reise zeugt nicht nur von Mut, weil sie während der Koalitionskriege stattfand. Skandinavien galt als unzivilisiertes und raues Land und Frauen reisten zur damaligen Zeit selten ohne männliche Begleitung. Basierend auf den während der Reise verfassten Tagebüchern und Briefen, schrieb Mary Wollstonecraft den Reisebericht Briefe aus Schweden, Norwegen und Dänemark (1796), in dem sie unter anderem auch die Mutterschaft anpries. In diesem letzten vollendeten Werk spielt ihre liebevolle Beziehung zu Fanny Imlay eine große Rolle. An einer Stelle ist ihre Tochter Anlass für eine Reflexion über den Stellenwert, den die Gesellschaft einer Frau zuwies:

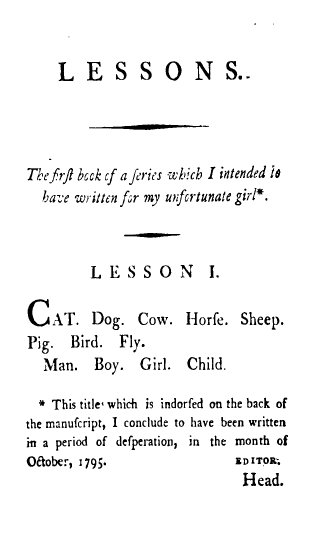
Vor einem ihrer Suizidversuche schrieb Mary Wollstonecraft auf die erste Seite ihres Werkes Lessons (Lehren): Das erste Buch einer Reihe, die ich eigentlich für meine unglückliche Tochter schreiben wollte

[…] als Frau hänge ich ganz besonders an ihr [Fanny Imlay] – ich fühle mehr als nur die Zärtlichkeit und die Besorgnis einer Mutter, wenn ich über den abhängigen und unterdrückten Stand ihres Geschlechtes nachdenke. Ich fürchte, dass sie einstmals gezwungen wird, ihr Herz ihren Prinzipien zu opfern oder ihre Prinzipien ihrem Herzen. Zitternd werde ich hier Empfindsamkeit heranziehen und mich ihres Feingefühls erfreuen, denn, während ich damit den Rosen eine neue Farbe verleihe, werde ich so auch die Dornen schärfen, die eines Tages die Brust verletzen, über die ich mit so viel Freude wache – Ich fürchte, ihren Verstand zu schärfen, weil es sie möglicherweise ungeeignet für die Welt machen wird, in der sie leben wird – Arme Frau! Was für ein Schicksal erwartet Dich!
Während Mary Wollstonecraft sich in ihrem Reisebericht direkt über ihre Tochter äußerte, war Fanny Imlay der Anlass für zwei weitere, unvollendet gebliebene Werke ihrer Mutter. Mary Wollstonecraft begann an Letters on the Management of Infants (Briefe über die Erziehung von Kleinkindern) und Lessons (Lehren) zu arbeiten, die auf ihren Erfahrungen in der Erziehung ihrer Tochter basierten. Lessons ist dabei ein Buch, mit dem Kinder den ersten Leseunterricht erhalten sollten.
1796 erneuerte Mary Wollstonecraft ihre Bekanntschaft mit dem einflussreichen Sozialphilosophen und Vordenker des Anarchismus, William Godwin. Sie war ihm 1791 das erste Mal während eines Abendessens begegnet, das ihr Verleger und enger Freund Joseph Johnson für Thomas Paine gab. Beide gehörten gleichermaßen dem Kreis radikaler Vordenker an, legten viel Wert auf Unabhängigkeit und standen der Institution der Ehe kritisch gegenüber. Sie führten deswegen zunächst getrennte Haushalte. Erst am 29. März 1797, kurze Zeit nachdem Mary Wollstonecraft entdeckt hatte, dass sie erneut schwanger war, heirateten die beiden, um einer gesellschaftlichen Ächtung zu entgehen. William Godwin hatte bereits vor der Ehe begonnen, ein enges Verhältnis zu der knapp dreijährigen Fanny Imlay zu entwickeln. Mary Wollstonecraft starb im September 1797 an den Folgen der Geburt von Mary Godwin. Nach ihrem Tod nahmen William Godwin und Joseph Johnson Kontakt zu Gilbert Imlay auf. Dies geschah vermutlich eher aus einem Pflichtgefühl gegenüber dem leiblichen Vater als wegen des Wunschs, sich der Erziehung von Fanny Imlay zu entziehen. Beide zogen beispielsweise Erkundigungen über den Charakter der Frau ein, mit der Gilbert Imlay zu diesem Zeitpunkt zusammenlebte. Gilbert Imlay zeigte jedoch kein Interesse daran, seine Tochter, die er seit 1796 nicht mehr gesehen hatte, großzuziehen. Eliza Bishop und Everina Wollstonecraft, die beiden Schwestern von Mary Wollstonecraft, hätten dagegen ihre Nichte gerne bei sich aufgenommen und boten dies mehrfach William Godwin an. William Godwin, der beide Frauen nicht schätzte, lehnte ihre Angebote allerdings stets ab. Letztlich wurde Fanny Imlay inoffiziell von ihrem Stiefvater adoptiert und trug fortan den Nachnamen Godwin. Joseph Johnson übernahm für Fanny Imlay inoffiziell die Rolle eines Vermögensverwalters. Er vermachte ihr in seinem Testament sogar 200 Pfund Sterling. Als Joseph Johnson jedoch im Jahre 1809 starb, war William Godwin so hoch bei ihm verschuldet, dass Johnsons Erben von William Godwin verlangten, dieses Geld zu verwenden, um wenigstens einen Teil seiner Schulden zu begleichen.
Nach der vorherrschenden Interpretation von William Godwins Tagebüchern wuchs Fanny Imlay bis zu ihrem zwölften Lebensjahr in der Überzeugung auf, sie sei William Godwins leibliche Tochter. William Godwin hatte allerdings 1798 seine Memoirs of the Author of A Vindication of the Rights of Woman (Erinnerung an die Autorin der Verteidigung der Rechte der Frau) veröffentlicht. Darin nannte er offenherzig zahlreiche Details aus dem Leben von Mary Wollstonecraft. Nicht nur ihre obsessive Leidenschaft für den verheirateten Maler Johann Heinrich Füssli war darin beschrieben, sondern auch, dass sie ein Kind von Gilbert Imlay hatte, dass sie versucht hatte, sich das Leben zu nehmen, als er sie verließ, dass sie von William Godwin schwanger war, bevor sie einander heirateten, und dass sie noch auf ihrem Todeslager jeglichen religiösen Beistand abgelehnt hatte. Fanny Imlays einzige Biographin Janet Todd hält es daher für unwahrscheinlich, dass Fanny Imlay im liberalen Haushalt von William Godwin aufwachsen konnte, ohne sich ihrer wahren Abstammung bewusst zu sein. Sie vermutet, dass es in der von William Godwin im Tagebuch festgehaltenen Unterredung mit der zwölfjährigen Fanny Imlay um deren weiteren Lebensweg ging.

### Kindheit
Trotz einer herzlichen Beziehung zu den beiden Töchtern von Mary Wollstonecraft war William Godwin zu sehr beschäftigt, um selbst die Kinder zu erziehen. Haushälterinnen kümmerten sich um sie. William Godwin sah die zwei Mädchen meist nur für wenige, vorher festgelegte Stunden. Wenn er arbeitete, hatten sie vor allem ruhig zu sein. Samuel Taylor Coleridge, selbst Vater eines kleinen Jungen, kritisierte die Stille im Hause Godwins als grabesartig. Die zahlreiche Briefe, die William Godwin während einer Reise nach Dublin an die zwei kleinen Mädchen richtete, bezeugen jedoch auch, wie sehr er die Mädchen vermisste, wenn sie nicht in seiner Nähe waren.

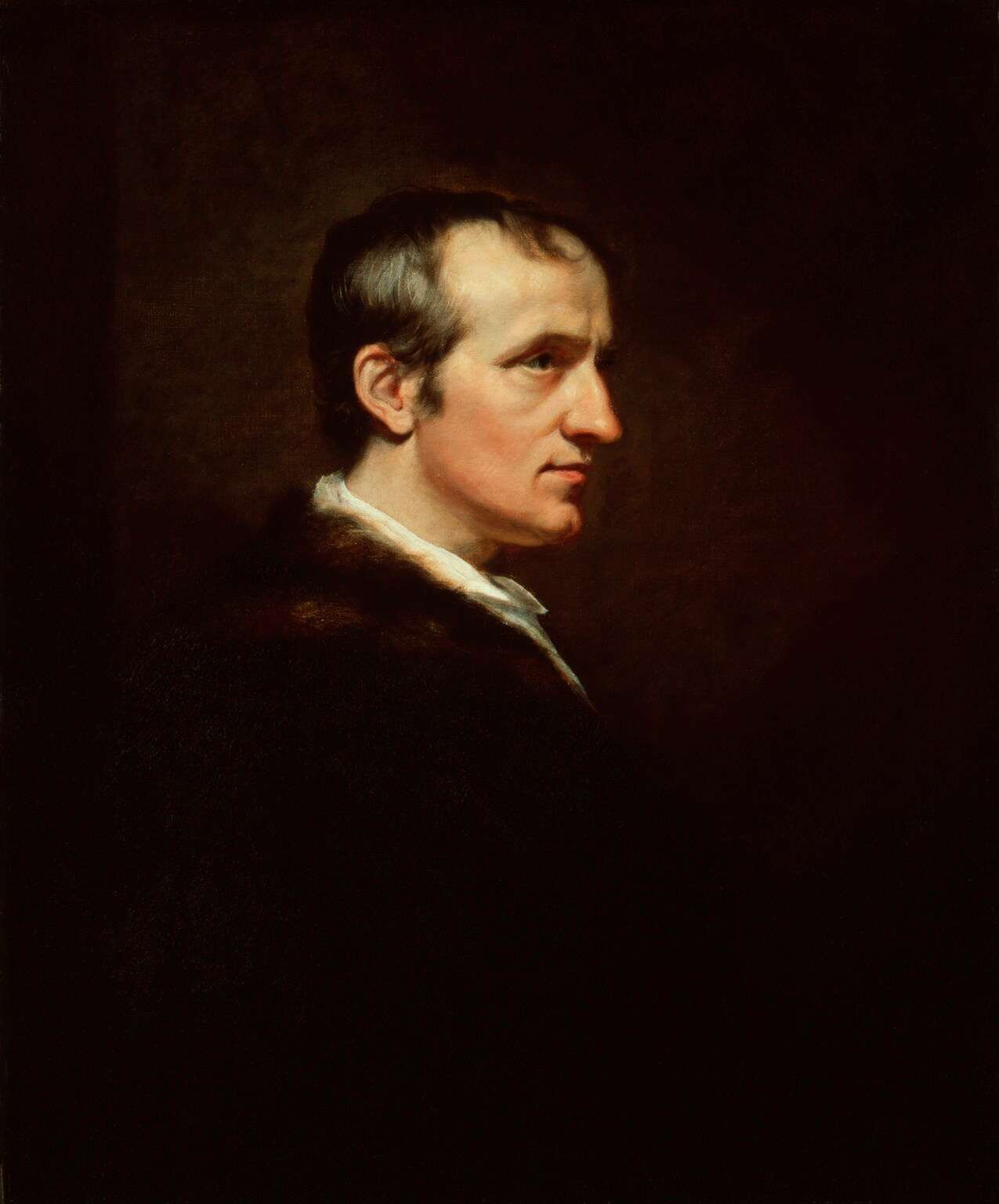
Porträt von William Godwin (James Northcote, Öl auf Leinwand, 1802, National Portrait Gallery, London)

Am 21. Dezember 1801 heiratete William Godwin Mary Jane Clairmont, die in der Nachbarschaft lebte und die von ihm schwanger war. Sie hatte unter ihren Nachbarn den Anschein erweckt, sie sei eine Witwe. Die beiden Kinder, die sie mit in die Ehe brachte, waren jedoch außerehelich geboren und stammten von zwei verschiedenen Vätern ab. Fanny Imlay war zum Zeitpunkt der Eheschließung sieben Jahre alt. Ihre neuen Stiefgeschwister waren die dreijährige Claire und der sechsjährige Charles Clairmont. Obwohl Mary Jane Clairmont eine umfangreiche Erziehung genossen hatte und weit gereist war, empfanden die meisten Personen aus William Godwins Umfeld seine neue Ehefrau als vulgär und unehrlich. Viele von ihnen drückten Erstaunen darüber aus, dass William Godwin nach der Ehe mit Mary Wollstonecraft sie als neue Partnerin gewählt hatte. William St. Clair, einer der Biografen der Shelley- und der Godwin-Familie weist allerdings auf das Risiko hin, dass ein Biograf die Meinung derer übergewichtet, die diese niedergeschrieben haben. Die Akzeptanz von Mary Jane Clairmont kann daher größer gewesen sein, als die erhalten gebliebenen Zeugnisse andeuten. Fanny Imlay und ihre Halbschwester Mary Godwin hatten jedoch langfristig ein gespaltenes Verhältnis zu ihrer Stiefmutter und beklagten sich mehrfach, dass diese ihre eigenen Kinder ihnen gegenüber bevorzuge. Das Kind, das Anlass für die Eheschließung gewesen war, starb bei der Geburt. Am 28. März 1803 kam mit William Godwin das fünfte Kind zur Welt, das im Godwin-Haushalt aufgezogen wurde.
Inwieweit William Godwin den von Mary Wollstonecraft geforderten Erziehungsgrundsätzen folgte, ist strittig. William Godwin las Fanny Imlay und seiner Tochter Mary Godwin zwar aus Sarah Trimmers Fabulous Histories (1786) und Anna Laetitia Barbaulds Lessons for Children (1778–1779) vor. Ansonsten unternahm er nach Ansicht von Fanny Imlays Biografin Jane Todd wenige Anstrengungen, den beiden Mädchen eine gute Erziehung zu geben. Die Bücher, die Mary Wollstonecraft für ihre Tochter Fanny verfasst hatte, ignorierte er. William St. Clair hat dagegen in seiner Biografie der Godwin- und der Shelley-Familie argumentiert, dass William Godwin und Mary Wollstonecraft lange Diskussionen darüber geführt hätten, welche Erziehung ihre Kinder erhalten sollten. Diese Diskussionen spiegeln sich auch in William Godwins Buch The Enquirer wieder. Nach Mary Wollstonecrafts Tod habe William Godwin sogar Briefkontakt mit Lady Mount Cashell aufgenommen, die früher eine der Schülerinnen von Wollstonecraft gewesen war, und habe sie um Rat gefragt, wie er seine Töchter erziehen solle. Auch Miranda Seymour schließt sich in ihrer Biografie über Mary Godwin der Meinung von William St. Clair an und argumentiert, dass „alles, was wir über die frühen Jahre seiner Töchter wissen, nahelegt, dass sie in einer Weise erzogen wurden, der ihre Mutter zugestimmt hätte.“ Miranda Seymour verweist darauf, dass die beiden eine Gouvernante hatten, einen Tutor, eine Französisch sprechende Stiefmutter und einen (Stief-)Vater, der Kinderbücher schrieb und gewöhnlich die ersten Entwürfe seinem eigenen Nachwuchs als Erstes vorlas. Es war jedoch die neue Stiefmutter, die hauptsächlich die Erziehung der Kinder übernahm, und ihre Tochter Claire Clairmont erhielt die umfassendste Bildung. Sie erlernte als einzige der Mädchen mehr als nur Grundkenntnisse in Französisch. Angesichts der finanziellen Situation des Godwin-Haushalts wären solide Französisch-Kenntnisse sowohl für Fanny Imlay als auch Mary Godwin notwendig gewesen, um eines Tages als Gouvernanten ihr Auskommen finden zu können. Während Claire Clairmont und Mary Godwin wenigstens zeitweilig ein Mädchenpensionat besuchten, wurde Fanny Imlay als einzige ausschließlich zu Hause unterrichtet. Trotzdem beschreibt C. Kegan Paul, einer der ersten Biografen von William Godwin, die erwachsene Fanny Imlay als eine gebildete, lebhafte, kluge junge Frau, deren Briefe von einem guten Stil zeugen und die es verstand, einen Haushalt zu führen. Fanny Imlay zeichnete außerdem gut und war auch in Musik unterrichtet worden. Obwohl William Godwin atheistisch war, besuchten alle Kinder gelegentlich eine anglikanische Kirche.

### Die heranwachsende Fanny Imlay

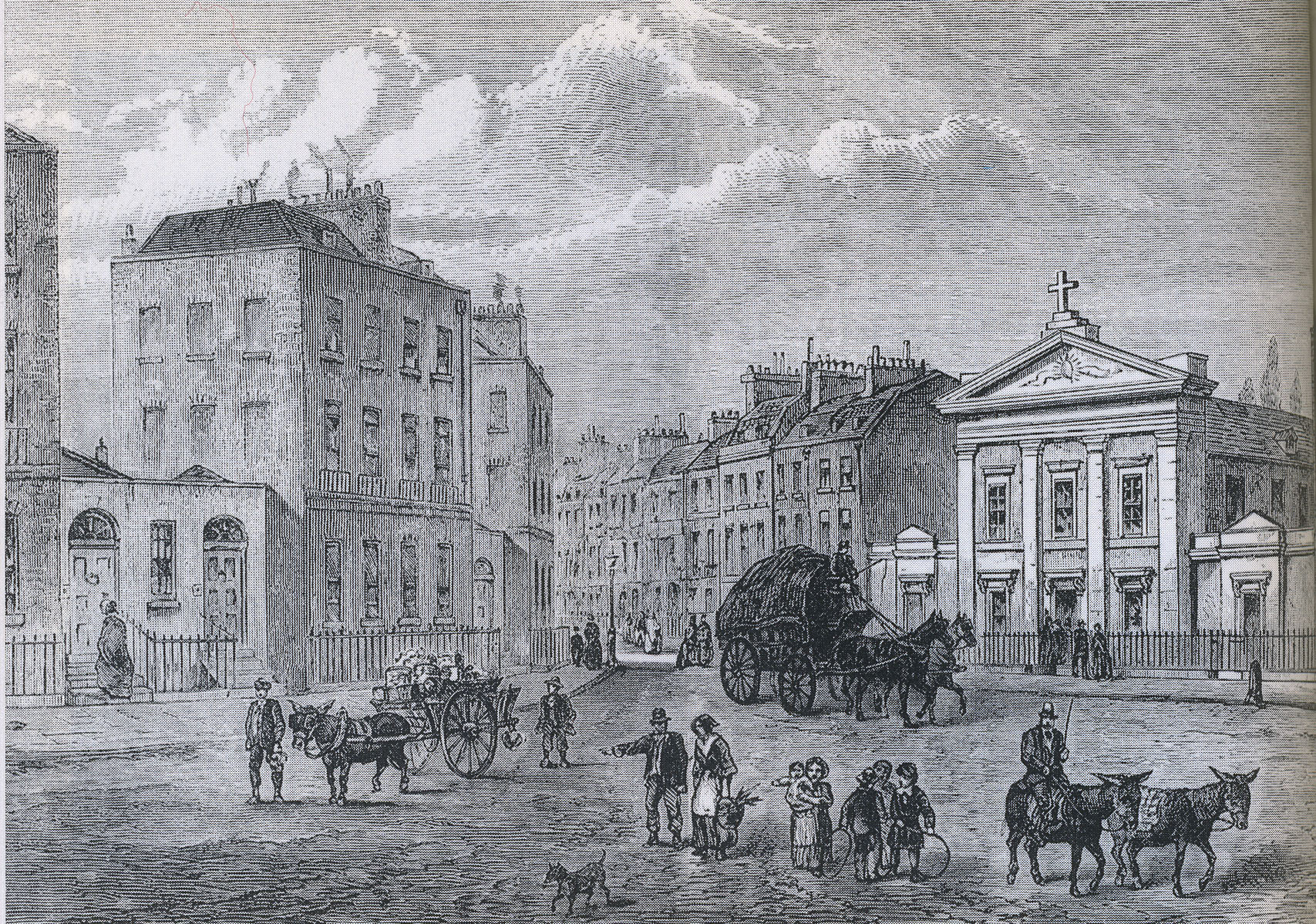
Der Polygon auf der linken Bildhälfte in Somers Town, London, zwischen Camden Town und St Pancras, war das Haus, in dem Fanny Imlay ihre Kindheit verbrachte

William Godwin, der sich selten zurückhaltend äußerte, schrieb über die Unterschiede zwischen Fanny Imlay und Mary Godwin:
Meine eigene Tochter [Mary] ist verglichen mit der, die ihre Mutter zuvor hatte, in ihren Fähigkeiten deutlich überlegen. Fanny, die älteste, ist von einer stillen, bescheidenen, zurückhaltenden Art, ein wenig zu Faulheit neigend, was ihr größter Fehler ist, aber nüchtern, aufmerksam, auffallend klar und unterscheidungsfähig in ihren Erinnerungen, fähig, sich eine eigene Meinung zu machen und ihrem Urteil zu folgen. Mary, meine Tochter, ist in vielerlei Hinsicht ihr Gegenteil. Sie ist kühn, ein wenig herrisch und verfügt über einen wachen Verstand. Ihr Wunsch nach Wissen ist groß und in allem, was sie unternimmt, zeigt sie unerschütterliche Beharrlichkeit. Meine eigene Tochter, denke ich, ist sehr hübsch; Fanny dagegen ist dies keineswegs, aber im Ganzen von angenehmen Äußeren.
Die Godwin-Familie war ständig verschuldet, da Werke wie An Enquiry Concerning Political Justice oder William Godwins Roman Caleb Williams zwar einflussreich waren, aber wenig Einkommen generierten. Auf der Suche nach einer neuen Einkommensquelle gründete William Godwin gemeinsam mit seiner zweiten Frau 1805 eine Verlagsbuchhandlung, für die er auch selbst Kinderbücher schrieb. 1807 – Fanny Imlay war mittlerweile 13 – zog die Familie vom Polygon, in dem Fanny Imlay bislang aufgewachsen war, nach 41 Skinner Street, einer Straße nahe Clerkenwell, dem Stadtteil, wo traditionell die Londoner Buchhändler angesiedelt waren. Die Godwin-Familie hatte ihre neue Wohnung oberhalb des Ladens, in dem sie ihre Bücher anboten. Meist war es Mrs. Godwin sowie später Fanny Imlay und Mary Godwin, die unten im Laden arbeiteten. Obwohl William Godwins kleines Unternehmen anfänglich durchaus profitabel war, blieb ein kommerzieller Erfolg mittelfristig aus. William Godwin borgte nach wie vor mehr Geld von wohlhabenden Bekannten wie dem Verleger Joseph Johnson und Verehrern wie Francis Place, als er realistischerweise zurückzahlen konnte. Janet Todd schildert den alternden William Godwin als einen schäbig gekleideten, herumschlurfenden Mann, der in nahezu absurder Weise Ehrerbietung für seine früheren intellektuellen Leistungen einforderte und in selbstmitleidigen Briefen Geld von seinen Gönnern erbettelte. Je älter Fanny Imlay wurde, desto mehr verließ sich ihr Stiefvater darauf, dass Fanny Imlay die Händler vertröstete, deren Rechnungen unbezahlt geblieben waren. Sie war auch diejenige, die William Godwin mit seinen Bettelbriefen zu Männern wie Francis Place schickte. Jane Todd und Miranda Seymour vertreten in ihren Biografien die Ansicht, dass Fanny Imlay bis an ihr Lebensende von der Theorie ihres Stiefvaters überzeugt war, dass große Denker und Künstler ein Anrecht auf die Unterstützung von wohlhabenden Förderern hatten, und dass sie ihren Stiefvater zu diesen zählte, auch wenn viele Personen ihres Umfelds diese Ansicht nicht mehr teilten.
Nach wie vor verkehrten im Haus von Godwin, der einst als ein führender Theoretiker der liberalen Whig-Partei galt, zahllose Intellektuelle, Dichter, Journalisten, Philosophen, Politiker und Literaten. Der frühere US-amerikanische Vizepräsident Aaron Burr hatte sich nach seinem Freispruch vom Landesverrat und dem Skandal wegen seines Duells mit Alexander Hamilton in England niedergelassen. Er war häufig zu Gast bei den Godwins. Er war ein großer Bewunderer von Mary Wollstonecraft und hatte seine Tochter nach den Regeln erzogen, die Mary Wollstonecraft in Verteidigung der Rechte der Frau beschrieben hatte. Er legte Wert darauf, ihre Töchter kennenzulernen, und bezeichnete Fanny Imlay, Mary Godwin und selbst Claire Clairmont als „Göttinnen“. Seine erhalten gebliebenen Briefe geben Einblick in das Familienleben der Godwins zwischen 1809 und 1811. Danach verstanden sich die drei Halb- und Stiefschwestern gut miteinander. Fanny Imlay war Aaron Burrs bevorzugte Gesprächspartnerin und, nach seinen Beschreibungen zu schließen, voll intellektueller Neugier. Aaron Burr machte sich sogar die Mühe, mit ihr gemeinsam die Modellschule aufzusuchen, die der Quaker Joseph Lancaster in Southwark errichtet hatte.

### Percy B. Shelley, Mary Godwin und Claire Clairmont

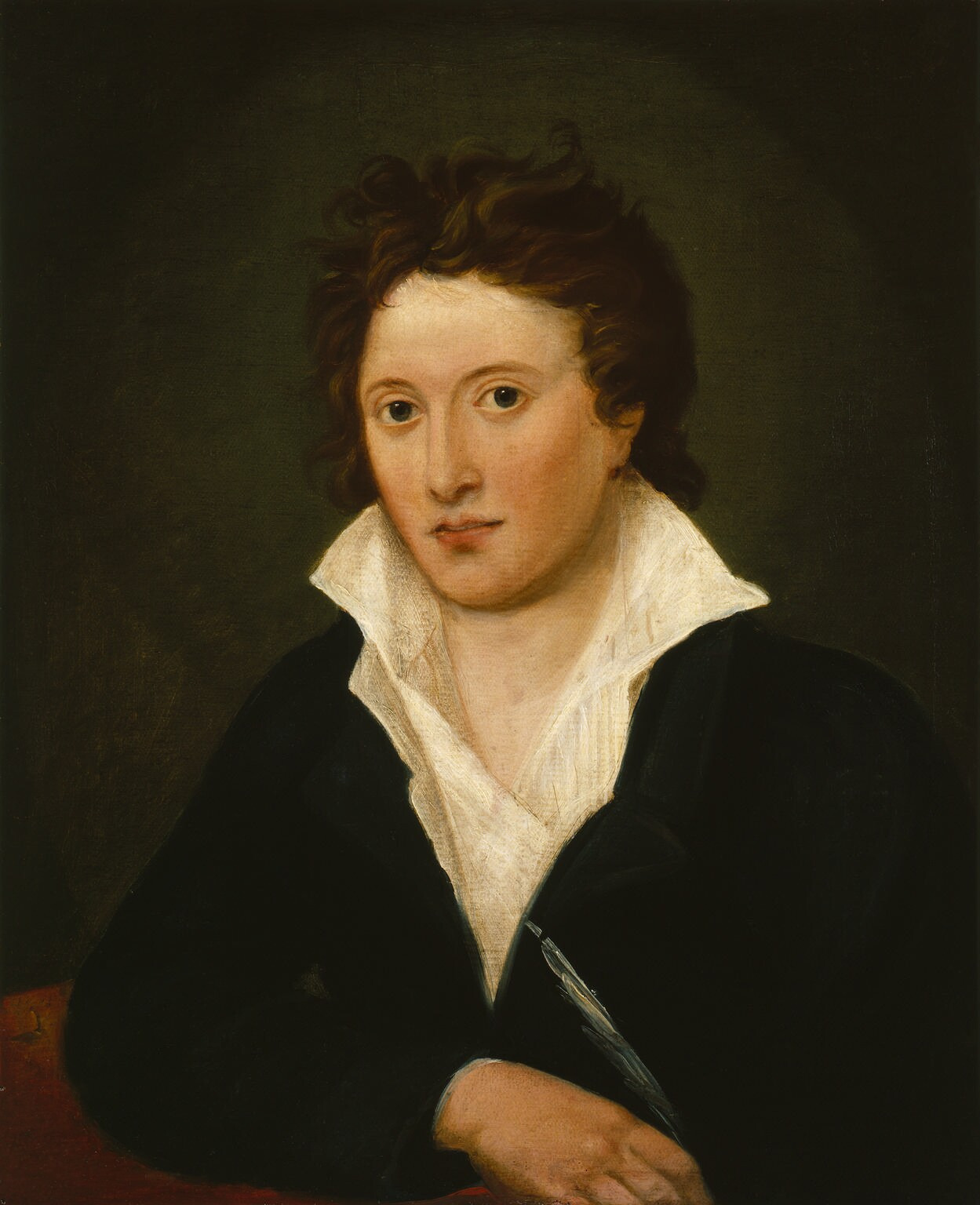
Percy Bysshe Shelley (Porträt von Amelia Curran, 1819).

Es war allerdings nicht Aaron Burr, der den größten Einfluss auf das Leben von Fanny Imlay hatte, sondern der Dichter und Schriftsteller Percy Bysshe Shelley. Er hatte sich mit Williams Arbeit An Enquiry Concerning Political Justice (erschienen 1793) auseinandergesetzt. Tief beeindruckt von dem Text, einer der frühesten theoretischen Darstellungen des Sozialismus und des Anarchismus, nahm Percey Shelley brieflich Kontakt zu William Godwin auf und die zwei korrespondierten über längere Zeit miteinander. 1812 fragte Shelley bei William Godwin an, ob die mittlerweile 18-jährige Fanny Imlay nicht für einige Zeit bei ihm, seiner Frau und deren Schwester leben wolle. Eine Einladung, bei einer anderen Familie für mehrere Wochen als Hausgast zu leben, war zu Beginn des 19. Jahrhunderts unter englischen Familien nicht ungewöhnlich. Mary Godwin beispielsweise verbrachte den Sommer und Herbst 1812 bei einer schottischen Familie, mit der William Godwin bekannt war. William Godwin hatte außerdem in seinem Hauptwerk An Enquiry Concerning Political Justice festgehalten: Es ist bedeutungslos, dass ich der Elternteil eines Kindes bin, wenn feststeht, dass das Kind einen größeren Nutzen daraus zieht, unter der Aufsicht eines Fremden zu leben. Im Falle von Percy B. Shelley lehnte William Godwin die Einladung jedoch ab. Bei der Ablehnung mag eine Rolle gespielt haben, dass Percy B. Shelleys bisheriges Leben nicht ohne Skandale war. Er hatte zuvor das University College in Oxford verlassen müssen, nachdem er gemeinsam mit seinem Freund Thomas Jefferson Hogg ein Pamphlet über die „Notwendigkeit des Atheismus“ veröffentlicht hatte. Noch größeres Aufsehen erregte die Ehe, die der Baronet-Erbe Percy Shelley 1811 mit der Tochter eines wohlhabenden Londoner Kaffeehausbesitzers geschlossen hatte. Die erst sechzehnjährige Harriet Westbrook war eine Internatsfreundin von Shelleys jüngeren Schwestern gewesen und fühlte sich im Internat so unwohl, dass sie Suizid erwog. Percy B. Shelley floh mit ihr im August 1811 spontan nach Edinburgh und heiratete sie dort ohne die Zustimmung der Eltern.
Percy B. Shelley besuchte die Godwins das erste Mal im November 1812 und während des Sommers 1814 – ein Zeitpunkt, zu dem sich Shelley schon sehr weitgehend von seiner Frau Harriet entfremdet hatte – verbrachte er sehr viel Zeit bei den Godwins. Alle drei Töchter der Godwin-Familie waren von dem charismatischen jungen Dichter sehr angetan. Insbesondere Fanny Imlay war ihm sehr zugeneigt. Beide verbrachten viel Zeit damit, über kontroverse politische Themen ihrer Zeit miteinander zu diskutieren. Er und Fanny Imlay entwickelten möglicherweise intensivere Gefühle füreinander. Claire Clairmont behauptete später, sie wären ineinander verliebt gewesen. Fanny Imlay wurde im Mai dieses Jahres nach Wales geschickt, um dort einige Zeit zu leben. Janet Todd und Alexander Puchmann vertreten in ihren jeweiligen Biographien über Fanny Imlay beziehungsweise Mary Godwin die Auffassung, dass dies von ihrer Stiefmutter veranlasst wurde, um eine zu enge Bindung von Fanny Imlay an den verheirateten Shelley zu verhindern. Innerhalb der Godwin-Familie nahmen gleichzeitig die Spannungen zu, da William Godwin immer höher verschuldet war und die Beziehung zwischen Mary Godwin und ihrer Stiefmutter stetig feindseliger wurde. Rückhalt fand die sechzehnjährige Mary Godwin bei Percy B. Shelley und beide begannen eine Liebesaffäre miteinander. Als Percy Shelley B. William Godwin über seine Gefühle für Mary Godwin informierte, reagierte William Godwin erzürnt und nahm Shelley das Versprechen ab, „zur Tugend zurückzukehren und seiner lasterhaften Liebe zu entsagen“. Die Reaktion von William Godwin auf das Geständnis von Percy B. Shelley war vermutlich anders, als dieser erwartet hatte. In der ältesten Auflage von An Enquiry Concerning Political Justice hatte William Godwin die Ehe verworfen und sexuelle Freiheit gefordert. In späteren Auflagen hatte er nicht nur weit weniger radikale Ansichten vertreten. Seine Theorien unterstellten von jeher ein rationales Handeln in einer weiterentwickelten Gesellschaft, während er bei Shelley ausschließlich hedonistische Motive vermuten musste. William Godwin war gleichzeitig aber auf das Geld angewiesen, das ihm Shelley als Erbe eines großen Vermögens zur Verfügung stellen konnte und trotz seiner eigenen finanziellen Probleme auch tatsächlich der Godwin-Familie am 19. Juli 1814 lieh. Die Trennung, die William Godwin zwischen seiner Tochter und Percy B. Shelley meinte sichergestellt zu haben, war nicht von langer Dauer.
Mary Godwin, Percy Shelley und Claire Clairmont reisten am 28. Juni 1814 heimlich ab, um sich für ein paar Wochen auf dem europäischen Kontinent niederzulassen. William Godwin beorderte Fanny Imlay aus Wales zurück, um ihm bei der Bewältigung dieser Krise zu helfen: Vor dem Hintergrund der damaligen Moralvorstellungen waren beide Mädchen einer sozialen Ächtung ausgesetzt. Auch Fanny Imlays Chancen, irgendwo eine Anstellung als Gouvernante zu finden, sanken durch die Eskapade von Mary Godwin und Claire Clairmont beträchtlich. Ihre Stiefmutter schrieb, dass Fanny Imlay zutiefst geschockt über das Verhalten ihrer beiden Stiefschwestern gewesen sei. Mitten während dieser Familienkrise beging einer von William Godwins Protegés Suizid und das jüngste Familienmitglied, der junge William Godwin, lief von zu Hause fort und wurde erst nach zwei Tagen wieder gefunden. Schließlich gelangte die Nachricht von den zwei davongelaufenen Mädchen auch noch an die Presse, die William Godwin heftig attackierte.

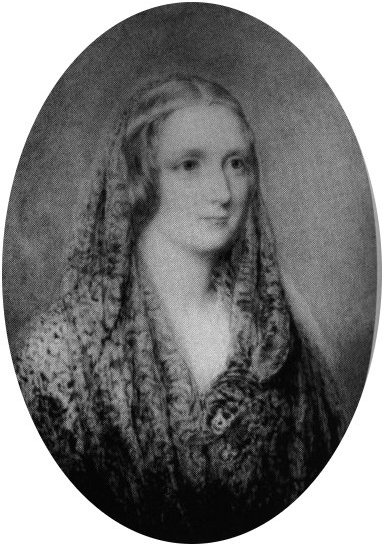
Mary Godwin, die spätere Ehefrau von Percy Bysshe Shelley und zukünftige Autorin von Frankenstein (Reginald Easton, c. 1857)

Mary Godwin, Claire Clairmont und Percy B. Shelley kehrten im September 1814 vom Kontinent nach England zurück und bezogen gemeinsam ein Haus in London. William Godwin wünschte keinerlei Kontakt zu seinen beiden Töchtern. Fanny Imlay dagegen fühlte sich sowohl ihren Schwestern als auch ihrem Vater gegenüber zu Loyalität verpflichtet. Beide Seiten klagten sie gleichermaßen an, dass sie in diesem Familiendrama keine Stellung beziehen wollte. Die Godwin-Familie wollte sie von Percy Shelleys korrumpierendem Einfluss fernhalten, während ihre Schwestern und Percy B. Shelley sie wegen ihrer Furcht vor dem Bruch sozialer Konventionen kritisierten. Parallel dazu wollten ihre Tanten Eliza Bishop und Elvirina Wollstonecraft sie eigentlich in eine Lehrposition vermitteln, was angesichts des Skandals zunehmend schwierig wurde, der auch William Godwins schockierende Erinnerungen an die Autorin der Verteidigung der Rechte der Frau (veröffentlicht 1798) wieder in das Gedächtnis der Öffentlichkeit gerufen hatte. Die wenigen Besuche von Fanny Imlay bei Mary Godwin und Claire Clairmont in ihrem Londoner Haus waren wegen des Bruchs sozialer Konventionen ein Zeichen von Mut. Sie erhielt von ihren Stiefschwestern jedoch nur wenig Dank dafür. Ihre Versuche, wenigstens Claire Clairmont zu überreden, wieder in den Schoß der Familie zurückzukehren, überzeugten Percy Bysshe Shelley davon, dass Fanny Imlay eher auf der Seite der Godwin-Familie stand, und er entwickelte zunehmend Misstrauen ihr gegenüber. Gleichzeitig versuchte Fanny Imlay von Percy B. Shelley Geld zu leihen, um andere Schuldner ihres Stiefvaters vertrösten zu können. Obwohl Percy B. Shelley mit zweien seiner Töchter durchgebrannt war, akzeptierte William Godwin einen Kredit über 1.200 Pfund Sterling von ihm. Shelleys eigene finanzielle Situation war dabei durchaus komplex. Sein Vater weigerte sich, ihm weiter Unterhalt zu zahlen. Als Erbe einer Aristokratenfamilie war er jedoch anders als William Godwin in der Lage, auf sein zukünftiges Vermögen Schuldscheine auszustellen.
Im Februar 1815 brachte Mary Godwin ihre Tochter Clara zur Welt. Sowohl sie als auch der Säugling waren gesundheitlich angeschlagen und Fanny Imlay besuchte sie mehrfach. William Godwin kritisierte Fanny Imlay heftig, weil sie sein Verbot, ihre Halbschwester zu besuchen, missachtet hatte. Obwohl es ihre eigene Situation weiter verschlechterte, wurden ihre Besuche noch zahlreicher, nachdem die kleine Clara am 6. März starb. Wenige Monate später begann Claire Clairmont eine Liebesaffäre mit Lord Byron und am 24. Januar 1816 hatten Mary Godwin und der nach wie vor mit Harriet Shelley verheiratete Percy B. Shelley ein zweites Kind. Es wurde nach seinem Großvater William getauft. William Godwins Schulden hatten in den vergangenen Monaten noch weiter zugenommen, und während er sich nach wie vor weigerte, Percy Shelley, seine Tochter und seinen Enkelsohn zu sehen, forderte er weiterhin finanzielle Unterstützung durch Percy B. Shelley. Etwa um dieselbe Zeit trennte sich Charles Clairmont, Fanny Imlays ältester Stiefbruder, von der Familie. Frustriert von den ständigen Spannungen in der Godwin-Familie ging er nach Frankreich und weigerte sich, seiner Familie weiter behilflich zu sein. Nahezu zur gleichen Zeit verließen auch Claire Clairmont, Mary Godwin und Percy B. Shelley England, um sich auf dem europäischen Kontinent Lord Byron anzuschließen. William Godwin war von dieser weiteren Entwicklung zutiefst getroffen. Er hatte sich auf Shelleys weitere finanzielle Unterstützung verlassen, und dass sich die Gruppe um Percy Shelley nun dem skandalumwitterten Lord Byron anschloss, verschlimmerte den Rufverlust der Godwin-Familie noch weiter.
Trotz all dieser Familiendramen fand Fanny Imlay noch Zeit, ihren intellektuellen Hobbys nachzugehen. Der Sozialreformer Robert Owen besuchte die Godwin-Familie im Sommer 1816. Er und Fanny Imlay führten eine Reihe von Gesprächen über die schwierige Lage der Arbeiterschicht in Großbritannien. Sie stimmte keineswegs allen von Owens Vorschlägen zu, sondern fand einige seiner Ideen zu „romantisch“, weil sie auf der Vorstellung beruhten, die Wohlhabenden würden ihren Reichtum freiwillig mit dem Armen teilen. Im selben Sommer traf Fanny Imlay das erste Mal George Blood. Er war der Bruder von Fanny Blood, einer bereits vor ihrer Geburt verstorbenen Freundin ihrer Mutter, mit der diese kurzzeitig eine Mädchenschule geführt hatte. Mary Wollstonecraft hatte ihrer Tochter in Erinnerung an ihre Freundin den Namen Fanny gegeben. Die Gespräche mit George Blood kreisten um Mary Wollstonecraft und im Anschluss an das Treffen schrieb Fanny Imlay an Mary Godwin und Percy Shelley:
 Ich bin fest entschlossen, niemals ein Leben zu führen, das eine Entehrung für so eine Mutter wäre … Ich bin außerdem zu der Überzeugung gekommen, dass ich Wesen finden werde, die mich lieben und schätzen werden, wenn ich mich bemühe, meine Fehler zu überwinden.

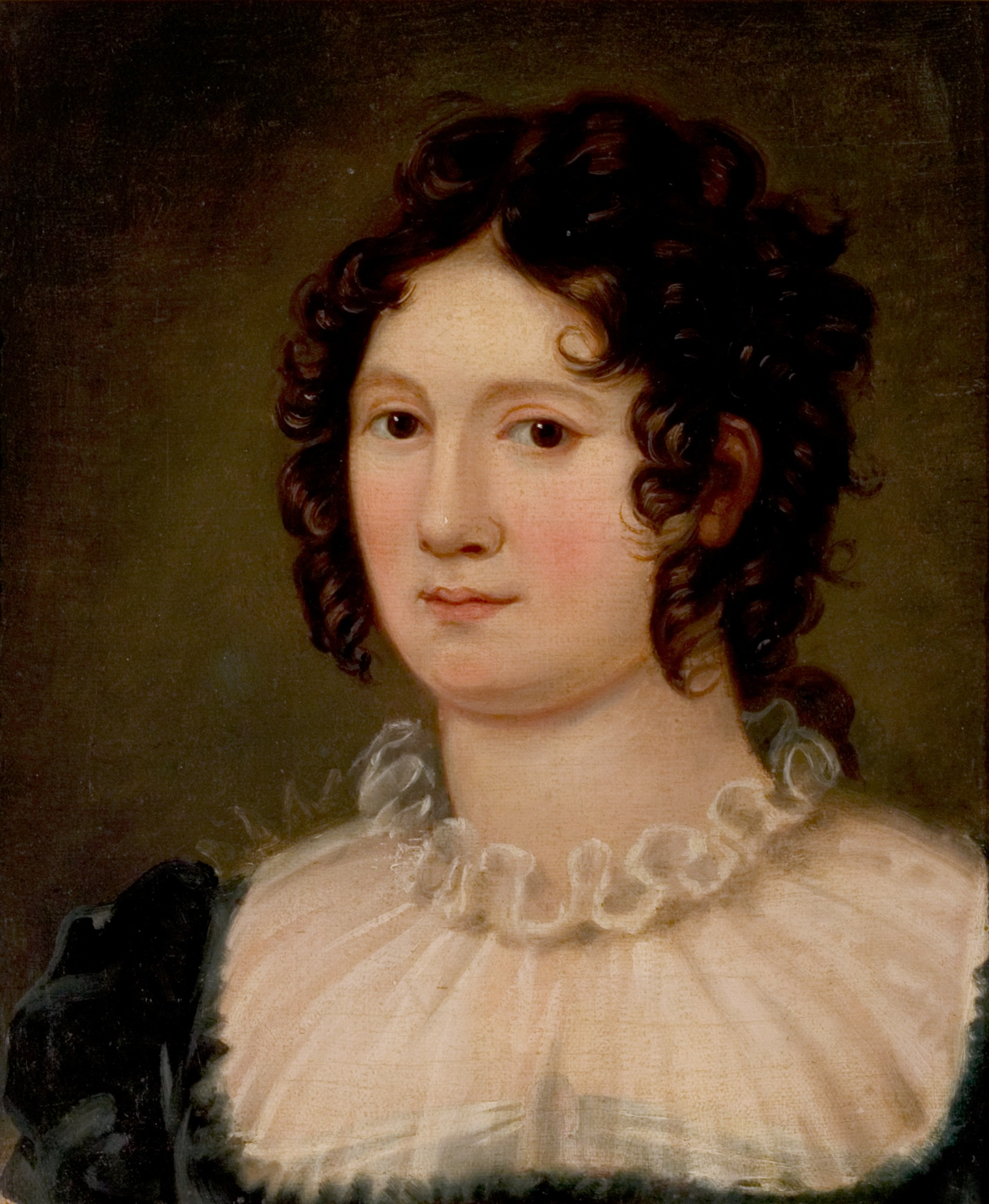
Claire Clairmont (Amelia Curran, 1819)

Kurz vor der zweiten Abreise von Mary Godwin, Claire Clairmont und Percy B. Shelley auf den europäischen Kontinent hatten Fanny Imlay und Mary Godwin miteinander heftig gestritten. Zu einer Aussöhnung zwischen den Halbschwestern war es nicht mehr gekommen. Fanny Imlay versuchte in ihren Briefen an Mary Godwin den Bruch wieder zu heilen, aber es war aus ihren Briefen deutlich herauszulesen, dass sie sich in London vereinsamt und isoliert fühlte. In Briefen an Mary Godwin schilderte sie den furchtbaren Gefühlszustand, unter dem ich im allgemeinen leide & den ich vergeblich versuche, loszuwerden. Eine Reihe von Literaturwissenschaftlern schreiben Fanny Imlays zunehmende Bedrücktheit der Feindseligkeit ihrer Stiefmutter ihr gegenüber zu. Andere wie etwa Paul C. Kegan argumentieren, dass Fanny Imlay ähnlich wie ihre Mutter depressive Phasen durchlitt. Ihre Halbschwester war jedoch zu sehr mit eigenen Problemen beschäftigt, um Fanny Imlay in Briefen aufzumuntern: Ihr Leben in der Schweiz gestaltete sich komplizierter, als sie erhofft hatte, ihre Beziehung mit Percy B. Shelley befand sich in einer Tiefphase und gleichzeitig hatte sie begonnen, ihren Roman Frankenstein oder Der moderne Prometheus zu schreiben. Als die drei wieder nach England zurückkehrten, war Claire Clairmont von Lord Byron schwanger. Um Claire Clairmonts Schwangerschaft geheim zu halten, ließen sie sich in Bath nieder. Janet Todd hat aus den erhalten gebliebenen Briefen von Fanny Imlay geschlossen, dass diese Percy B. Shelley zweimal im September 1816 traf. Sie hatte schon in ihren Briefen zuvor versucht, von den dreien eine Einladung zu erhalten, sich ihnen in Europa anzuschließen, und sie versuchte es erneut, als sie in London mit Percy Shelley zusammentraf. Janet Todd ist auf Basis ihrer Analyse von erhalten gebliebenen Briefen zu dem Schluss gekommen, dass Fanny Imlay das Leben im Hause der Godwins wegen der ständigen finanziellen Sorgen und der anhaltenden Strafpredigten ihrer Stiefmutter zunehmend unerträglich fand. Percy Shelley lehnte es dagegen ab, dass Fanny Imlay sich ihnen anschloss. Ausschlaggebend war nach Todds Ansicht, dass Percy B. Shelley die Schwangerschaft von Claire Clairmont vor allem vor jemandem wie Fanny Imlay geheim halten wollte, die aus seiner Sicht sich William Godwin so verpflichtet fühlte, dass sie ihn bald in die Kenntnis über den Zustand seiner Tochter setzen würde.

## Tod

### Theorien
Fanny Imlay verließ zu Beginn des Oktobers 1816 das Haus der Godwins in London. Sie beging am 9. Oktober in einem Gasthaus in Swansea, Südwales, Suizid, indem sie sich mit einer Überdosis Laudanum vergiftete. Sie war 22 Jahre alt.
Die Motive für ihren Tod und die Einzelheiten des Suizids sind umstritten. Die meisten Briefe, die auf Fanny Imlays Suizid eingehen, sind entweder später vernichtet worden oder verlorengegangen. In dem 1965 veröffentlichten Artikel Fanny Godwin’s Suicide Re-examined hat P. R. Bolin alle wesentlichen Thesen zum Suizid Fanny Imlays zusammengetragen. Sie zählen bis heute zu den gängigen Erklärungsmustern für ihren Freitod:
- Fanny Imlay erfuhr erst kurz zuvor, dass sie außerehelich geboren sei.
- Nachdem Mary Godwin und Claire Clairmont von zu Hause fortgelaufen waren, war Fanny Imlay zunehmend größeren Feindseligkeiten seitens ihrer Stiefmutter ausgesetzt.
- Fanny Imlay hatte die Stelle einer Lehrerin an der Schule ihrer Tanten nicht erhalten, auf die sie gehofft hatte.
- Sie litt unter Depressionen, die sich durch die Lebensumstände im Haus der Godwins noch verstärkten.
- Fanny Imlay war in Percy B. Shelley verliebt und darüber verzweifelt, dass er sich ihrer Halbschwester zugewandt hatte.[75]

Wie die meisten modernen Biografen verwirft B. R. Pollin die These, dass Fanny Imlay sich wegen ihrer außerehelichen Geburt das Leben nahm. Fanny Imlay hatte Zugang zu den Briefen und Aufzeichnungen ihrer Mutter, und William Godwin hatte in Erinnerungen an die Autorin der Verteidigung der Rechte der Frau sehr offen darüber geschrieben, dass sie unehelich war. In Briefen an ihre Schwestern deutet Fanny Imlay sogar an, dass diese im Gegensatz zu ihr ehelicher Abstammung waren.
B. R. Pollin steht auch der Erklärung skeptisch gegenüber, dass die Feindseligkeiten ihrer Stiefmutter Fanny Imlay in den Tod getrieben hätten. Er verweist auf einen am 3. Oktober 1816 geschriebenen Brief an Mary Godwin, in dem Fanny Imlay ihre Stiefmutter gegenüber ihrer Halbschwester verteidigt: Mrs. Godwin würde keinem von Euch willentlich Unrecht tun. Mamma und ich sind keine großen Freunde, aber ich bin mir ihrer Tugenden so bewusst, dass ich sie gegenüber einem Vorwurf, der so wenig ihrem Charakter entspricht, verteidigen muss … 
B. R. Pollin hat keine Belege dafür gefunden, dass Fanny Imlay eine Stelle an der Schule ihrer Tanten verweigert wurde. Nach seinen Analysen war eine solche Stelle für Fanny Imlay lediglich in Überlegung. Miranda Seymour räumt der These in ihrer Mary-Godwin-Biografie dagegen einige Wahrscheinlichkeit ein. William St Clair ist dagegen der Ansicht, dass Fanny Imlay sogar bereits auf der Reise zu ihren Tanten war, als sie sich entschied, sich das Leben zu nehmen. Er geht davon aus, dass Fanny Imlay an der irischen Schule zunächst probeweise unterrichten sollte. Richard Holmes, einer von William Godwins jüngsten Biografen, verwirft diesen Erklärungsansatz für Fanny Imlays Freitod sogar vollständig.
Nach seiner Analyse der Briefe von Familienmitgliedern der Godwins und Shelleys verwirft B. R. Pollin die These, dass Fanny Imlay unter Depressionen litt. Sie wird in diesen Briefen regelmäßig als ausgeglichen und zukunftsfroh beschrieben. Auch sie selber schildert sich ähnlich in ihren eigenen Briefen. Phasen der Melancholie und Traurigkeit stehen immer in Bezug zu bestimmten Ereignissen oder Erkrankungen. Richard Holmes vermutet in seiner Percy-Shelley-Biografie als Hauptmotiv für den Freitod, dass Fanny Imlay über eine quälend lange Zeit zwischen den beiden Familien hin- und hergerissen war. Alexander Pechmann vermutet, dass es eher das Gefühl war, den hohen Anforderungen ihres Stiefvaters nicht gerecht werden zu können und nur eine nutzlose Belastung für eine Familie zu sein, mit deren Geschick sie nur durch Zufall verknüpft war, das Fanny Imlay in den Freitod trieb.
Sowohl B. R. Pollin als auch Janet Todd vermuten, dass Fanny Imlay in Bath – das zwischen Swansea und London liegt – Percy B. Shelley ein letztes Mal traf und der Gesprächsinhalt während dieses Meetings letztlich Fanny Imlay zum Suizid trieb. Miranda Seymour hat wie andere vermutet, dass P. B. Shelley lediglich die finanziellen Mittel nicht bereitstellen wollte, die er William Godwin in Aussicht gestellt hatte. Janet Todd dagegen geht weiter. Basierend auf Gedichtzeilen von Percy B. Shelley, die Shelley kurz nach Fanny Imlays Tod schrieb, vermutet sie, dass Fanny Imlay Percy B. Shelley in Bath ein letztes Mal anflehte, sie in seinem Haushalt aufzunehmen. Weil er Claire Clairmonts Reputation schützen und er auf Grund der Klage seiner Frau Harriet wegen seines mutwilligen Verlassens einen weiteren Skandal vermeiden musste, lehnte er Fanny Imlays Wunsch erneut ab. Nach Ansicht von Janet Todd war es diese erneute Ablehnung, die Fanny Imlay in den Tod trieb.

### Der Suizid
In der Nacht vom 9. Oktober 1816 nahm Fanny Imlay im Mackworth Arms Inn in Swansea ein Zimmer und wies das Zimmermädchen an, sie nicht zu stören. In derselben Nacht erhielt Mary Godwin, die sich gemeinsam mit Percy B. Shelley in Bath aufhielt, einen Brief von Fanny Imlay, die diesen zuvor von Bristol abgesendet hatte. Auch William Godwin in London erhielt einen ähnlichen Brief. Der Ton der beiden Schreiben veranlasste sowohl William Godwin und Percy B. Shelley sofort nach Bristol zu reisen. Beide kamen allerdings erst am 11. Oktober in Swansea an und waren damit zu spät, um noch einzugreifen. Fanny Imlay war bereits am 10. Oktober tot in ihrem Zimmer aufgefunden worden. Todesursache war eine Überdosis Laudanum. William Godwin reiste sofort wieder ab. Es blieb nur Percy B. Shelley, um die Angelegenheiten zu regeln. Fanny Imlay hatte eine Abschiedsnotiz hinterlassen, die an keine spezifische Person adressiert war.
Ich habe seit langem beschlossen, dass es das Beste ist, was ich mich könnte: Dem Leben eines Menschen ein Ende zu setzen, dessen Geburt von Unglück gezeichnet war und dessen Leben jenen Personen, die ihre Gesundheit zugrund richteten, um für sein Wohl zu sorgen, nur endloses Leid beschert hat. Vielleicht wird Dich die Nachricht meines Todes schmerzen, doch bald wirst Du mit dem Vergessen gesegnet sein, dass solch ein Wesen jemals existierte …
Dass Fanny Imlay sich als „von Geburt von Unglück gezeichnet“ nennt, ist möglicherweise eine Anspielung darauf, dass ihre Mutter Mary Wollstonecraft sie in einer Notiz vor einem ihrer Suizidversuche als „mein unglückliches Mädchen“ bezeichnete. Der kleine Abschiedsbrief scheint anfänglich unterschrieben gewesen sein. Die Unterschrift war jedoch abgerissen worden, um eine Identifikation ihrer Leiche zu verhindern. Die Nachricht über den Suizid, die in der lokalen Zeitung The Cambrian erschien, nennt Fanny Imlay entsprechend auch nicht beim Namen.
In der anschließenden amtlichen Untersuchung wurde Fanny Imlay nur für „tot“ erklärt. Damit blieb ihrer Leiche eine Reihe von Entwürdigungen erspart, die bei Suizidopfern üblich waren. Im schlimmsten Fall wurde die Leiche eines Suizidanten mit Löschkalk überschüttet und des Nachts an einer Kreuzung vergraben. Im besten Fall würde man den Leichnam in der entlegenen Ecke eines Friedhofs beerdigen und so kennzeichnen, dass er für jeden als das Grab eines Suizidanten erkennbar war. Janet Todd nimmt an, dass es Percy B. Shelley war, der dafür sorgte, dass die amtliche Untersuchung nicht zur Todesursache Suizid kam, und der zuvor auch alles im Besitz der Toten entfernt hatte, was eine Identifikation des Leichnams ermöglicht hätte. Er wäre damit auch derjenige gewesen, der die Unterschrift unter dem Abschlussbrief abgerissen hätte. Janet Todd geht auch davon aus, dass er zum Schutz der Hinterbliebenen darauf verzichtete, Anspruch auf den Leichnam zu erheben. Da es auch kein anderer tat, wurde Fanny Imlay vermutlich in einem Armengrab bestattet. William Godwin schrieb später an Percy B. Shelley:
Tu nichts, was die Anonymität zerstört, die sie so sehr begehrte und die nun diesen Fall so verschleiert. Es war, wie ich sagte, ihr letzter Wunsch … Denk an die Situation, in der meine Frau und ich mich befinden, nachdem nun bis auf den kleinen William alle unser Kinder uns entrissen sind und setze uns nicht diesen müßigen Fragen aus, die für uns, die sich so darüber quälen, eine der schlimmsten Prüfungen sind.
Ein Suizid galt in der englischen Gesellschaft zu Beginn des 19. Jahrhunderts noch als so skandalös und sündig, dass die Familie eine Reihe von Geschichten in Umlauf setzte, um die Wahrheit zu verbergen: Fanny Imlay sei auf Reisen gegangen, sie wäre in Wales an einer Erkältung oder einem Fieber gestorben oder sie lebe mit ihren Tanten mütterlicher Seite. Wenn die Familienmitglieder nicht umhinkamen, den Suizid von Fanny Imlay einzugestehen, erklärten sie, dass Fanny Imlay sich für den Suizid entschieden habe, weil Percy B. Shelley Mary Godwin und nicht sie liebte. Weder Percy B. Shelley noch Mary Godwin erwähnen Fanny Imlays Tod in ihren erhalten gebliebenen Briefen. Claire Clairmont erklärte allerdings in einem Brief an Lord Byron, dass Percy B. Shelley von ihrem Tod so bedrückt gewesen sei, dass er krank wurde. Der Shelley-Biograf Holmes verweist jedoch darauf, dass es keinerlei Beleg für diese Behauptung gebe. Don Locke hält dagegen in seiner Biografie über William Godwin fest, dass Percy B. Shelley Lord Byron erzählt, er habe unter Fanny Imlays Suizid mehr gelitten als unter dem seiner eigenen Frau Harriet, der sich zwei Monate später ereignete.
Von Fanny Imlay ist kein Porträt erhalten. Einige Monate nach ihrem Tod schrieb Percy B. Shelley ein Gedicht, das später durch Mary Godwin ohne weiteren Kommentar veröffentlicht wurde. Es wird im Allgemeinen davon ausgegangen, dass es sich auf sein letztes Treffen mit Fanny Imlay bezieht.
On Fanny Godwin
Her voice did quiver as we parted,
Yet knew I not that heart was broken
From which it came, and I departed
Heeding not the words then spoken.
Misery—O Misery,
This world is all too wide for thee.
Percy Bysshe Shelley